# Фуді лісовий
Фу́ді лісовий (Foudia omissa) — вид горобцеподібних птахів ткачикових (Ploceidae). Ендемік Мадагаскару.

## Опис
Довжина птаха становить 14 см, вага 15—24 г. У самців під час сезону розмноження голова, горло, верхня частина грудей, і надхвістя червоні. Спина оливково-коричнева, поцяткована темними смугами, нижня частина тіла і боки оливково-сірі, крила і хвіст темно-оливкові. Махові пера мають вузькі жовтні краї, покривні пера крил мають широкі світлі краї. Навколо очей чорні плями. Райдужки темно-карі, дзьоб чорний. Лапи коричневі. У самиць і самців під час негніздового періоду голова і верхня частина тіла оливково-зелені, поцятковані чорними смужками, на спині вони ширші, на надхвісті відсутні. Крила і хвіст темно-оливкові. Горло і нижня частина тіла оливково-сірі, легко поцятковані жовтими смужками. Райдужки темно-карі, дзьоб і лапи світло-коричневі. У молодих птахів нижня частина тіла коричнева, верхні покривні пера крил охристі.

## Поширення і екологія
Лісові фуді є ендеміками острова Мадагаскар. Вони живуть в густих вологих рівнинних і гірських тропічних лісах на сході острова, зустрічаються невеликими зграйками до 15 птахів, на висоті до 2000 м над рівнем моря. Іноді приєднуються до змішаних зграй птахів, на узліссях іноді зустрічаються разом з червоними фуді. Живляться переважно комахами, а також нектаром. Імовірно, лісові фуді є моногамними птахами. Гнізда мають чашоподібну форму з бічним входом, в кладці 2—3 яйця.